# Morti nel 2021/Giugno
| Questa pagina contiene informazioni ricavate automaticamente dalle voci biografiche con l'ausilio del template Bio e di un bot. L'aggiornamento è periodico e automatico e ricostruisce completamente la pagina. Se manca una persona in questa lista, sei pregato di non aggiungerla, ma accertati piuttosto che la sua voce biografica contenga il template Bio e che i dati anagrafici siano correttamente compilati. Se il template Bio manca, inseriscilo tu stesso o, in alternativa, metti l'avviso {{tmp\|Bio}} che ne segnala la mancanza. Se i dati riportati sono sbagliati, correggi direttamente la voce biografica; le modifiche saranno visibili in questa lista entro pochi giorni. Per chiarimenti vedi il progetto biografie. La lista contiene solo le 193 persone che sono citate nell'enciclopedia e per le quali è stato implementato correttamente il template Bio. Pagina aggiornata al 18 ago 2025. |

- 1º giugno - Silvio Francesconi, calciatore e allenatore di calcio italiano (n. 1952)
- 1º giugno - Henrique Melmann, pallanuotista brasiliano (n. 1931)
- 1º giugno - Linah Mohohlo, banchiera e economista botswana (n. 1952)
- 1º giugno - Francesco Raffaele Piccolo, politico italiano (n. 1942)
- 1º giugno - Amedeo di Savoia-Aosta, imprenditore italiano (n. 1943)
- 2 giugno - Gerardo D'Andrea, regista italiano (n. 1937)
- 2 giugno - Odero Gon, calciatore italiano (n. 1933)
- 2 giugno - Stanislav Lunin, calciatore kazako (n. 1993)
- 2 giugno - Eric Mobley, cestista statunitense (n. 1970)
- 2 giugno - Ottorino Sartor, calciatore peruviano (n. 1945)
- 2 giugno - Bill Scanlon, tennista statunitense (n. 1956)
- 3 giugno - Benedicto Antoninho, calciatore e allenatore di calcio brasiliano (n. 1939)
- 3 giugno - Anerood Jugnauth, politico mauriziano (n. 1930)
- 3 giugno - Ernie Lively, attore statunitense (n. 1947)
- 3 giugno - Ezio Motta, arbitro di calcio italiano (n. 1931)
- 3 giugno - Jim Norris, pallanuotista statunitense (n. 1930)
- 4 giugno - Jacques Amalric, giornalista e scrittore francese (n. 1938)
- 4 giugno - Karla Burns, attrice e mezzosoprano statunitense (n. 1954)
- 4 giugno - Roberto Derlin, calciatore e allenatore di calcio italiano (n. 1942)
- 4 giugno - Loris Dominissini, calciatore e allenatore di calcio italiano (n. 1961)
- 4 giugno - Richard R. Ernst, chimico svizzero (n. 1933)
- 4 giugno - Vadim Kapranov, cestista e allenatore di pallacanestro sovietico (n. 1940)
- 4 giugno - Friederike Mayröcker, scrittrice e illustratrice austriaca (n. 1924)
- 4 giugno - Clarence Williams III, attore statunitense (n. 1939)
- 5 giugno - Lucette Aldous, ballerina australiana (n. 1938)
- 5 giugno - T. B. Joshua, pastore protestante nigeriano (n. 1963)
- 5 giugno - Paul Carson, sciatore alpino e imprenditore canadese (n. 1952)
- 5 giugno - Galen Young, cestista e allenatore di pallacanestro statunitense (n. 1975)
- 6 giugno - Edward Aquilina, calciatore e allenatore di calcio maltese (n. 1945)
- 6 giugno - Ei-ichi Negishi, chimico giapponese (n. 1935)
- 6 giugno - Valerij Jakovlevič Lonskoj, regista sovietico (n. 1941)
- 6 giugno - Mansour Ojjeh, imprenditore francese (n. 1952)
- 6 giugno - Manlio Pastore Stocchi, critico letterario e filologo italiano (n. 1935)
- 6 giugno - Ōtake Risuke, artista marziale e insegnante giapponese (n. 1926)
- 7 giugno - Guglielmo Epifani, sindacalista e politico italiano (n. 1950)
- 7 giugno - Richard Longenecker, biblista statunitense (n. 1930)
- 7 giugno - Ali Akbar Mohtashamipur, politico e diplomatico iraniano (n. 1947)
- 7 giugno - Irwin Unger, storico statunitense (n. 1927)
- 7 giugno - Fulvio Varljen, calciatore e allenatore di calcio italiano (n. 1936)
- 7 giugno - Yoo Sang-chul, calciatore e allenatore di calcio sudcoreano (n. 1971)
- 8 giugno - John Angus, calciatore inglese (n. 1938)
- 8 giugno - Gisèle Charbit, modella francese (n. 1937)
- 9 giugno - Gottfried Böhm, architetto tedesco (n. 1920)
- 9 giugno - Edward De Bono, saggista e psicologo maltese (n. 1933)
- 9 giugno - Osvaldo Gonella, hockeista su pista e allenatore di hockey su pista argentino (n. 1967)
- 9 giugno - Gianadelio Maletti, generale italiano (n. 1921)
- 9 giugno - Juan Nelson, bassista statunitense (n. 1958)
- 9 giugno - Valentina Sidorova, schermitrice sovietica (n. 1954)
- 9 giugno - Dakota Skye, attrice pornografica statunitense (n. 1994)
- 9 giugno - Libuše Šafránková, attrice ceca (n. 1953)
- 10 giugno - Douglas Cagas, politico filippino (n. 1943)
- 10 giugno - Buddhadeb Dasgupta, regista e sceneggiatore indiano (n. 1944)
- 10 giugno - Lee Harman, cestista e truccatore statunitense (n. 1936)
- 10 giugno - Neno, calciatore portoghese (n. 1962)
- 10 giugno - Larisa Šojgu, politica e fisica russa (n. 1953)
- 11 giugno - Ivo Baldi Gaburri, vescovo cattolico italiano (n. 1947)
- 11 giugno - Jon Lukas, cantante e musicista maltese (n. 1948)
- 11 giugno - Enzo Musco, giurista italiano (n. 1944)
- 11 giugno - Luciano Pagliaro, magistrato e giudice italiano (n. 1939)
- 11 giugno - Paola Pigni, mezzofondista italiana (n. 1945)
- 11 giugno - Lucinda Riley, scrittrice e attrice nordirlandese (n. 1965)
- 11 giugno - Quarto Trabacchini, politico italiano (n. 1949)
- 11 giugno - Sara Wedlund, mezzofondista svedese (n. 1975)
- 12 giugno - Chad Hundeby, nuotatore statunitense (n. 1971)
- 12 giugno - Marco Maciel, politico brasiliano (n. 1940)
- 12 giugno - Anatolij Čukanov, ciclista su strada russo (n. 1954)
- 12 giugno - Ihar Žaljazoŭski, pattinatore di velocità su ghiaccio bielorusso (n. 1963)
- 13 giugno - Ned Beatty, attore statunitense (n. 1937)
- 13 giugno - Franco Calamida, politico e giornalista italiano (n. 1938)
- 13 giugno - Michael Deffert, attore e doppiatore tedesco (n. 1968)
- 13 giugno - Sven Erlander, matematico svedese (n. 1934)
- 13 giugno - Toeti Heraty, poetessa indonesiana (n. 1933)
- 13 giugno - Carlos Geraldo Langoni, economista e banchiere brasiliano (n. 1944)
- 13 giugno - Nikita Mandryka, fumettista francese (n. 1940)
- 13 giugno - Ziona, religioso indiano (n. 1945)
- 14 giugno - Lisa Banes, attrice statunitense (n. 1955)
- 14 giugno - Enrique Bolaños, politico nicaraguense (n. 1928)
- 14 giugno - Antonio Brancaccio, bobbista italiano (n. 1940)
- 14 giugno - Livio Caputo, giornalista, scrittore e politico italiano (n. 1933)
- 14 giugno - Markis Kido, giocatore di badminton indonesiano (n. 1984)
- 14 giugno - Bruno Nattino, calciatore italiano (n. 1931)
- 14 giugno - Tuono Pettinato, fumettista e illustratore italiano (n. 1976)
- 14 giugno - Joachim Poon, cestista taiwanese (n. 1930)
- 14 giugno - Adam Smelczyński, tiratore a volo polacco (n. 1930)
- 15 giugno - Aleksandr Aver'janov, calciatore e allenatore di calcio sovietico (n. 1947)
- 15 giugno - Silvio De Florentiis, maratoneta italiano (n. 1935)
- 15 giugno - Paul Alois Lakra, vescovo cattolico indiano (n. 1955)
- 15 giugno - Jim Phelan, cestista e allenatore di pallacanestro statunitense (n. 1929)
- 15 giugno - Vladimir Aleksandrovič Šatalov, cosmonauta sovietico (n. 1927)
- 16 giugno - Michele Megale, politico italiano (n. 1930)
- 16 giugno - Allen Midgette, pittore e attore statunitense (n. 1939)
- 16 giugno - Tarcisio Pillolla, vescovo cattolico italiano (n. 1930)
- 16 giugno - Dieter Schlüter, ingegnere e imprenditore tedesco (n. 1931)
- 17 giugno - Kenneth Kaunda, politico zambiano (n. 1924)
- 17 giugno - Dimbi Tubilandu, calciatore della Repubblica Democratica del Congo (n. 1948)
- 17 giugno - Giacomo Zani, direttore d'orchestra e musicologo italiano (n. 1932)
- 18 giugno - Jeannette Altwegg, pattinatrice artistica su ghiaccio e tennista britannica (n. 1930)
- 18 giugno - Giampiero Boniperti, calciatore, dirigente sportivo e politico italiano (n. 1928)
- 18 giugno - Brian Libby, attore statunitense (n. 1949)
- 18 giugno - Carmen Onorati, attrice, doppiatrice e dialoghista italiana (n. 1947)
- 18 giugno - Armando Pollini, stilista e imprenditore italiano (n. 1935)
- 18 giugno - Milkha Singh, velocista indiano (n. 1929)
- 18 giugno - Elio Trifari, giornalista e scrittore italiano (n. 1945)
- 19 giugno - Arrigo Armieri, scultore italiano (n. 1931)
- 19 giugno - Freimut Börngen, astronomo tedesco (n. 1930)
- 19 giugno - Leon Greene, attore e basso britannico (n. 1931)
- 19 giugno - Arnold Odermatt, fotografo svizzero (n. 1925)
- 19 giugno - Slobodan Sudec, calciatore croato (n. 1973)
- 20 giugno - Miguel Ballícora, cestista, allenatore di pallacanestro e dirigente sportivo argentino
- 20 giugno - Luis del Sol, calciatore e allenatore di calcio spagnolo (n. 1935)
- 20 giugno - Juan Forn, scrittore e traduttore argentino (n. 1959)
- 20 giugno - Jeanne Lamon, violinista e direttrice d'orchestra statunitense (n. 1949)
- 20 giugno - Joanne Linville, attrice statunitense (n. 1928)
- 20 giugno - Peter Rock, calciatore tedesco orientale (n. 1941)
- 20 giugno - Gianna Rolandi, soprano statunitense (n. 1952)
- 21 giugno - Gianni Brusamolino, artista italiano (n. 1928)
- 21 giugno - Oleg Burlakov, imprenditore russo (n. 1949)
- 21 giugno - César Vieira, allenatore di calcio a 5 brasiliano (n. 1931)
- 22 giugno - Giancarlo Amadeo, calciatore e allenatore di calcio italiano (n. 1934)
- 22 giugno - Gabriele Boscetto, politico e avvocato italiano (n. 1944)
- 22 giugno - Stanislao Farri, fotografo italiano (n. 1924)
- 22 giugno - Giulia Niccolai, poetessa, scrittrice e traduttrice italiana (n. 1934)
- 22 giugno - Beryl Penrose, tennista australiana (n. 1930)
- 22 giugno - Antonio Salines, attore e regista italiano (n. 1936)
- 22 giugno - Sergej Šapošnikov, calciatore e allenatore di calcio sovietico (n. 1923)
- 23 giugno - Walli, fumettista belga (n. 1952)
- 23 giugno - Melissa Coates, wrestler, culturista e attrice canadese (n. 1971)
- 23 giugno - Barbara Evans, nuotatrice australiana (n. 1940)
- 23 giugno - Jackie Lane, attrice britannica (n. 1947)
- 23 giugno - Brian London, pugile britannico (n. 1934)
- 23 giugno - John McAfee, programmatore britannico (n. 1945)
- 23 giugno - Clare Peploe, sceneggiatrice e regista britannica (n. 1941)
- 23 giugno - Robert Sacchi, attore italiano (n. 1932)
- 23 giugno - Arturo Schwarz, politico, editore e saggista italiano (n. 1924)
- 23 giugno - René Sylvestre, giurista haitiano (n. 1962)
- 23 giugno - Trần Thiện Khiêm, generale e politico vietnamita (n. 1925)
- 23 giugno - Giorgio Tupini, politico e dirigente d'azienda italiano (n. 1922)
- 23 giugno - Diana de Feo, giornalista e politica italiana (n. 1937)
- 24 giugno - Benigno Aquino III, politico filippino (n. 1960)
- 24 giugno - Stephen Dunn, poeta statunitense (n. 1939)
- 24 giugno - Franco Festorazzi, arcivescovo cattolico italiano (n. 1928)
- 24 giugno - Ludwig Müller, calciatore tedesco (n. 1941)
- 24 giugno - Sandro Pontremoli, chirurgo e medico italiano (n. 1926)
- 24 giugno - Michele Rosa, pittore italiano (n. 1925)
- 24 giugno - Eleazar Soria, calciatore peruviano (n. 1948)
- 25 giugno - Lou Courtney, cantante e produttore discografico statunitense (n. 1943)
- 25 giugno - Alain Denis, umorista, scrittore e illustratore francese (n. 1941)
- 25 giugno - John Erman, regista statunitense (n. 1935)
- 25 giugno - Marcos Ferrufino, calciatore boliviano (n. 1963)
- 25 giugno - Jack Ingram, pilota automobilistico statunitense (n. 1936)
- 25 giugno - Wes Madiko, cantante, musicista e chitarrista camerunese (n. 1964)
- 25 giugno - Umberto Riva, architetto e designer italiano (n. 1928)
- 25 giugno - Kyösti Rousti, cestista finlandese (n. 1936)
- 25 giugno - Giovanni Valentini, artista italiano (n. 1939)
- 25 giugno - Luis Varela, calciatore uruguaiano (n. 1941)
- 26 giugno - Arnold Buss, psicologo statunitense (n. 1924)
- 26 giugno - Marcelo Campo, rugbista a 15 argentino (n. 1957)
- 26 giugno - Dave Gorsuch, sciatore alpino statunitense (n. 1938)
- 26 giugno - Mike Gravel, politico statunitense (n. 1930)
- 26 giugno - Abdalelah Haroun, velocista qatariota (n. 1997)
- 26 giugno - Jon Hassell, trombettista e compositore statunitense (n. 1937)
- 26 giugno - Mir Hazar Khan Khoso, politico pakistano (n. 1929)
- 26 giugno - John Mario Ramírez, calciatore colombiano (n. 1970)
- 26 giugno - Frederic Rzewski, compositore e pianista statunitense (n. 1938)
- 26 giugno - Javier Sanjuán, cestista spagnolo (n. 1939)
- 26 giugno - Johnny Solinger, cantante statunitense (n. 1965)
- 27 giugno - Sherif Abou el-Kheir, cestista egiziano (n. 1947)
- 27 giugno - Donald Arnold, canottiere canadese (n. 1935)
- 27 giugno - Silvano Bertini, pugile italiano (n. 1940)
- 27 giugno - Lellia Cracco Ruggini, storica italiana (n. 1931)
- 27 giugno - Philippe Foriel-Destezet, imprenditore francese (n. 1958)
- 27 giugno - Noel Furlong, giocatore di poker irlandese (n. 1937)
- 27 giugno - Peps Persson, cantante svedese (n. 1946)
- 27 giugno - Dominick Montiglio, mafioso e collaboratore di giustizia statunitense (n. 1947)
- 28 giugno - Adriano Angerilli, militare italiano (n. 1918)
- 28 giugno - Lázaro Barbosa de Sousa, serial killer brasiliano (n. 1988)
- 28 giugno - Marcel Bimale, cestista e allenatore di pallacanestro centrafricano (n. 1946)
- 28 giugno - Ivan Bordi, pallanuotista rumeno (n. 1938)
- 28 giugno - Maurice Buffière, cestista e allenatore di pallacanestro francese (n. 1934)
- 28 giugno - Harry Johnston, politico statunitense (n. 1931)
- 28 giugno - Vera Nikolić, mezzofondista jugoslava (n. 1948)
- 28 giugno - Greg Noll, surfista statunitense (n. 1937)
- 29 giugno - Jock Aird, calciatore scozzese (n. 1926)
- 29 giugno - Delia Fiallo, scrittrice, sceneggiatrice e autrice televisiva cubana (n. 1924)
- 29 giugno - John Lawton, cantante britannico (n. 1946)
- 29 giugno - Giovanni Memmi, politico italiano (n. 1921)
- 29 giugno - Donald Rumsfeld, politico, militare e diplomatico statunitense (n. 1932)
- 30 giugno - Bonfoh Abass, politico togolese (n. 1948)
- 30 giugno - Inge Danielsson, calciatore svedese (n. 1941)
- 30 giugno - Giuseppe Mancuso, politico italiano (n. 1927)
- 30 giugno - Janet Moreau, velocista statunitense (n. 1927)
- 30 giugno - Bernard Sylla, calciatore guineano (n. 1947)
- 30 giugno - The Patriot, wrestler statunitense (n. 1961)